# Kirche Hl. Großmärtyrer Georg (Vlajići)

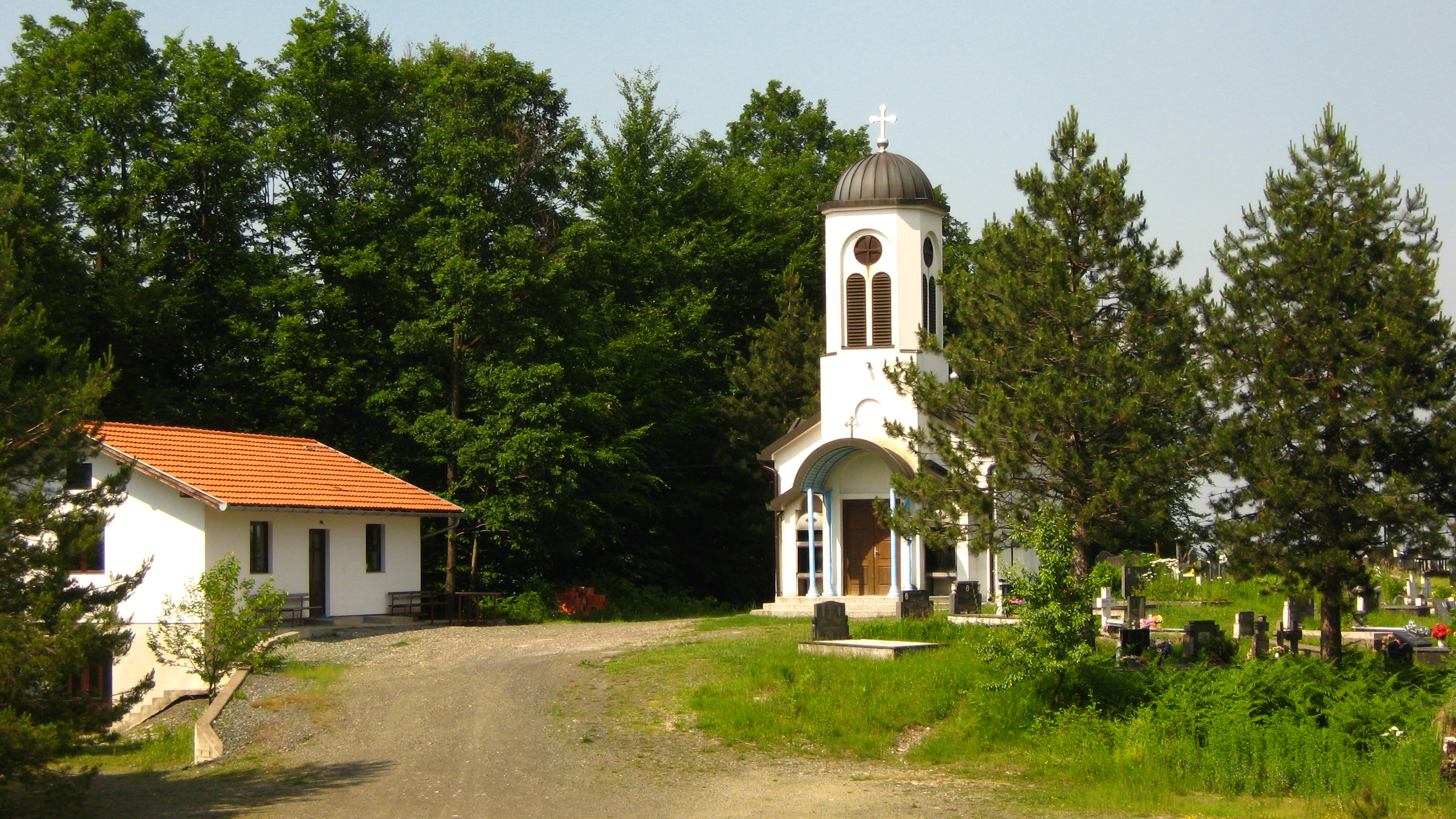
Die Kirche Hl. Großmärtyrer Georg der Siegbringende mit Friedhof in Vlajići

Die Kirche Hl. Großmärtyrer Georg der Siegbringende (serbisch: Црква Светог великомученика Георгија  Победоносца, Crkva Svetog velikomučenika Georgija Pobedonosca) im Dorf Vlajići in der Opština Teslić, ist eine serbisch-orthodoxe Kirche in Bosnien und Herzegowina.
Die Kirche wurde von 1990 bis 1997 erbaut. Sie ist dem Heiligen Großmärtyrer Georg geweiht. Die Friedhofskirche ist die Filialkirche der Pfarrei II der Kirche Hl. Prophet Elias in Teslić im Dekanat Teslić der Eparchie Zvornik-Tuzla der Serbisch-Orthodoxen Kirche.

## Lage
Die Kirche steht auf dem Hügel Brnješevac im Weiler Vujanovići im Dorfteil Donji Vlajići des Dorfes Vlajići in der Opština Teslić in der Republika Srpska. Das Dorf liegt südwestlich der Gemeindehauptstadt Teslić. Bei der Kirche befindet sich der serbisch-orthodoxe Dorffriedhof des Ortes.
Im Dorfteil Gornji Vlajići steht die serbisch-orthodoxe Kirche Hl. Großmärtyrer Dimitri, eine Filialkirche der Pfarrei III der Dreifaltigkeitskirche in Teslić.

## Geschichte
Mit dem Bau der Kirche, mit den Baudimensionen 8 × 6 m, wurde 1990 im damaligen Jugoslawien begonnen. Die Kirche wurde nach einem Entwurf von Savo Krivokapić aus der Stadt Doboj erbaut. Aufgrund des Ausbruchs des Bosnienkriegs im Jahre 1992 wurde der Bau bis 1996 eingestellt, als er nach dem Ende des Krieges wieder aufgenommen wurde. 
Der Bau war im Jahre 1997 fertiggestellt. Am 4. August 1997 weihte der damalige Bischof der Eparchie Zvornik-Tuzla Vasilije (Kačavenda), mit der Assistenz des Bischofs der ehemaligen Eparchie Amerika und Kanada, Longin (Krčo), die Kirche feierlich ein. Bei der Kirchenweihe wurde als Pate der Kirche Luka Lukić aus dem Dorf bestimmt.

## Architektur
Die einschiffige Kirche mit einer halbrunden Altar-Apsis im Osten und einem Kirchturm mitsamt Rundkuppel und Eingangsportal im Westen ist im modernen serbisch-byzantinischen Stil erbaut.
Rechts und links neben der Tür des Kircheneingangs wurden Objekte zum Kerzen anzünden angebracht. Über der Eingangstür befindet sich eine Patronatsmosaik des Hl. Georg.
Sie besitzt typisch für Orthodoxe Kirchenbauten eine Ikonostase aus Eichenholz. Die Ikonostase ist ein Werk von Milorad Antešević aus Teslić. Die Ikonen auf der Ikonostase wurden von Aleksandar Vasiljević aus Doboj gemalt. Zurzeit ist das Kircheninnere nicht mit Fresken bemalt.